# Drops
A Drops egy olyan nyelvtanulási platform, amely magában foglal egy 36 nyelvű szókincs-mobilalkalmazást és annak kiegészítő webes alkalmazását (Drops), egy ábécétanulási mobilalkalmazást (Scripts), amely 4 ábécét és 4 karakteralapú írásrendszert tartalmaz, valamint egy webes szótárt az összes Drops nyelvhez (Drops Visual Dictionary). 2020. február 6-án a Drops kibővítette platformját a Droplets - a Drops gyermekbarát verziójával.
A Drops, Droplets és a Scripts mind freemium alkalmazások, amelyek olyan szójátékokat használnak, amelyek egyszerű illusztrációkat társítanak a szavakhoz iOS- és Android-eszközökön. A Drops alkalmazást 2015-ös indulása óta több mint 15 millió regisztrált felhasználó töltötte le világszerte.
A Drops platformot a PlanB Labs, egy észt székhelyű technológiai vállalat fejlesztette és tartja karban. A PlanB Labs 2015 januárjában indította el a Drops alkalmazást az Apple App Store-ban, majd 2016 októberében elindította a Drops Android verzióját a Google Play áruházban.

## Kezdetek és a fejlesztések
2012-ben két magyar vállalkozó, Farkas Dániel és Szulyovszky Márk bejegyezte Tallinnban (Észtország) a PlanB Labst, és elnyerték az Estonian Gamefounders - észt startup-accelerátor - támogatását a LearnInvisible elnevezésű játékalapú nyelvtanulási alkalmazás ötlethez. (Az ötlet alapja az emlékezetfejlesztő asszociáció egyszerű képekkel, amelynek koncepcióját Szulyovszky egy korábbi ThinkInvisible elnevezésű tervező és játék startupban alkalmazott, amit egy magyar művésszel-tervezővel, Bodor Adrival közösen alapított.) A LearnInvisible volt a Gamefounders eredeti, hat vállalatból álló csoportjának egyike, ahol minden cég 15 000 dollárt kapott. Miután megkapták ezt a díjat, a Gamefounders befektetője, Paul Bragiel tanácsadóként csatlakozott a Plan B Labs céghez. A LearnInvisible 2012–2015 között nem tudott elegendő vevőt vonzani a további befektetésekhez.
A gyenge vevői bázis miatt Farkas és Szulyovszky felhagyott a LearnInvisible alkalmazással, és létrehozott egy második nyelvtanulási alkalmazást ezúttal Drops néven. A 2015. januári bevezetése után a Drops azonnal nagyobb figyelmet szerzett, mint a LearnInvisible, és 2015 őszén az Apple kiemelte a Dropsot a kínai App Store-ban. Ennek köszönhetően megugrott az alkalmazás letöltése, és az App Store promóció után is folyamatosan növekedett.

## Tanulásmódszertan
A Drops alkalmazás a szókincs megszerzésére fókuszál, ahol egy olyan nyelvtanulási módszerről van szó, amely a nyelvész Paul Nation és más nyelvészek kutatásain alapul. A Drops ezt a technikát adaptálta egy mobilalkalmazásban érintőképernyős játék formájában, amely magában foglalja a vizuális tanulást és a emlékezetfejlesztő technikákat.
Ezenkívül a Scripts alkalmazás megköveteli a felhasználóktól, hogy ujjaikat szinte íróeszközként használják izommemóriát építve ki: egy olyan felhasználói felület megoldásról van szó, amelyet a Google is külön elismert, mikor 2019-ben a Scriptsnek ítélte oda a Material Design Award for Experience díjat.

## Nyelvek és a szkriptek
A Drops és a Droplets 36 különböző nyelven érhető el: ainu, arab, kínai (kantoni), kínai (mandarin), dán, holland, angol (amerikai), angol (brit), eszperantó, filippínó, finn, francia, német, görög, hawaii, héber, hindi, magyar, izlandi, indonéz, olasz, japán, koreai, maori, norvég, lengyel, portugál (brazil), portugál (európai), orosz, szamoai, spanyol (kasztíliai), spanyol (latin-amerikai), svéd, thai, török és vietnami.
A Scriptsben négyféle ábécé (római, orosz cirill betűs, héber és fonomimikai) és négy karakteralapú írásrendszer (kínai hanzi, japán kana, koreai hangul) érhető el.

## Fogadtatás és díjak
2018 januárjában az Apple az App Store-ban a nap alkalmazásának választotta a Dropsot a világ több mint 200 országában. Ezenkívül a Google Play a Dropsnak ítélte az Editors’ Choice címet.
2018. december 3-án a Google Play a Dropsot választotta a 2018-as év legjobb alkalmazásának. Ebben a bejelentésben a Google elárulta, hogy a 2018-as legjobb alkalmazás kategória összes jelöltje olyan alkalmazás volt, amely „könnyebbé tette az életünket, az állásidőket teljesebbé tette, és az online pillanatainkban is közelebb hozott minket egymáshoz. Innovatív, elegáns és intelligens.” A Google azt is mondta, hogy azért a Dropsot választotta 2018 legjobb alkalmazásának, mert „ez volt az az app, aminek köszönhetően visszataláltunk a barátainkhoz és amit egész évben megosztottunk a barátainkkal. Gyönyörűen megtervezett és mindenkinek hasznos.”
2019 augusztusában a Scripts bevezette a fonomimikai ábécét (jelnyelvábécét), és ezzel az első olyan többnyelvű nyelvtanuló alkalmazás lett, amelyben a jelnyelv elérhető.
2019. október 10-én a Scripts elnyerte a Google Material Design Experience Award díját.
2019 novemberében a Drops az ENSZ 2019 az őslakos nyelvek nemzetközi éve) szervezetével  együttműködve az alkalmazásban elérhetővé tette a rendkívül veszélyeztetett őslakos nyelvet, az ainut.
2019. december 3-án a Google a Scriptset nevezte meg, mint 2019 legjobb alkalmazása, ami a személyes fejlődést szolgálja.

## Kritika
Régóta hosszú nyelvi vita folyik arról, hogy a szókincs vagy a nyelvtan biztosítja-e a legjobb alapot egy idegen nyelv elsajátításához. A Drops kizárólag a szókincsre összpontosít, és ennek a szókincsnek a korlátozott terjedelme (amely inkább a főnevekre összpontosít, mint igékre vagy más szavakra) volt az alkalmazás elsődleges kritikájának fókuszában.
Mások a Drops limitált, ötperces napi használatát kritizálták, szerintük ez nem igazi freemium megoldás. 